# Stenophilus grenadae
Stenophilus grenadae är en mångfotingart som först beskrevs av Chamberlin 1912.  Stenophilus grenadae ingår i släktet Stenophilus och familjen trädgårdsjordkrypare. Inga underarter finns listade i Catalogue of Life.